# Imperial (album)
Pour les articles homonymes, voir Imperial.
Albums de Denzel Curry
32 Zel/Planet Shrooms
(2015) 13
(2017)
Singles
1. ULT
Sortie : 1er février 2016

Imperial est le second album studio du rappeur américain Denzel Curry, sorti le 9 mars 2016. L'album connaît une réédition le 14 octobre 2016.

## Liste des titres
| No  | Titre                                                  | Producteur(s)                                     | Durée |
| --- | ------------------------------------------------------ | ------------------------------------------------- | ----- |
| 1.  | ULT                                                    | Finatik N Zac, Nick Leon, Ronny J                 | 4:07  |
| 2.  | Gook                                                   | Finatik N Zac, Ronny J, Lino Martinez (ad.)       | 2:46  |
| 3.  | Sick & Tired                                           | Finatik N Zac, Ronny J                            | 4:02  |
| 4.  | Knotty Head (featuring Rick Ross)                      | Finatik N Zac, Ronny J                            | 4:38  |
| 5.  | Narcotics                                              | Budd Dwyer, SLMDNKASR, $UICIDEBOY$, Lino Martinez | 3:31  |
| 6.  | Story No Title                                         | Lino Martinez, Promnite                           | 2:48  |
| 7.  | Pure Enough                                            | Finatik N Zac, Ronny J                            | 3:38  |
| 8.  | This Life                                              | Finatik N Zac, Ronny J                            | 3:27  |
| 9.  | Zenith (featuring Joey Bada$$)                         | Freebase, Finatik N Zac, Ronny J                  | 4:02  |
| 10. | If Tomorrow's Not Here (featuring Vares of Twelve'len) | Steve Lacy                                        | 5:35  |

### Réédition
| No  | Titre                                                  | Producteur(s)                               | Durée |
| --- | ------------------------------------------------------ | ------------------------------------------- | ----- |
| 1.  | ULT                                                    | Finatik N Zac, Nick Leon, Ronny J           | 4:07  |
| 2.  | Gook                                                   | Finatik N Zac, Ronny J, Lino Martinez (ad.) | 2:46  |
| 3.  | Sick & Tired                                           | Finatik N Zac, Ronny J                      | 4:02  |
| 4.  | Knotty Head (featuring Rick Ross)                      | Finatik N Zac, Ronny J                      | 4:38  |
| 5.  | Me Now                                                 | BLOOD, DJ Dahi                              | 4:39  |
| 6.  | Story No Title                                         | Lino Martinez, Promnite                     | 2:48  |
| 7.  | This Life                                              | Finatik N Zac, Ronny J                      | 3:27  |
| 8.  | Zenith (featuring Joey Bada$$)                         | Freebase, Finatik N Zac, Ronny J            | 4:02  |
| 9.  | Good Night (featuring Twelve'len & Nell)               | Finatik N Zac                               | 3:56  |
| 10. | If Tomorrow's Not Here (featuring Vares of Twelve'len) | Steve Lacy                                  | 5:35  |